# Hilda minerva
Hilda minerva är en insektsart som beskrevs av Rauno E. Linnavuori 1973. Hilda minerva ingår i släktet Hilda och familjen Tettigometridae. Inga underarter finns listade i Catalogue of Life.